# Szabó Imre (honvédtiszt, 1823–1904)
Nárai Szabó Imre (Nárai, 1823. március 31.–†Alsópusztakovec, 1904. július 19.), 1848-49-ben vezérkari őrnagy a hadügyminisztériumban, Csáktornya országgyűlési képviselője, a Zala megyei Honvédegylet tagja, földbirtokos.

## Élete
A római katolikus nemesi származású nárai Szabó család sarja. Apja nárai Szabó Sándor (1794–1871), táblabíró, földbirtokos, anyja eőrsi Eőrsy Johanna (1798–1833). Az apai nagyszülei nárai Szabó Sándor (1747–1807), földbirtokos és nárai Zelles Borbála (1757–1806) voltak. Az anyai nagyszülei eőrsi Eőrsy József, földbirtokos és Hertelendy Klára voltak. Szabó Imre fivérei: nárai Szabó Miklós (1821–1907), a Magyar Királyi Kúria elnöke, valóságos belső titkos tanácsos, földbirtokos, nárai Szabó László (1826–1914), királyi tanácsos, ügyvéd, földbirtokos, valamint nárai Szabó Ferenc (1827–1877), hites ügyvéd. Leánytestvérei: nárai Szabó Borbála (1824–1915), akinek a férje küllői Rohrer László (1820–1900), ügyvéd, megyebizottsági tag, valamint nárai Szabó Julianna (1831–1905), akinek a férje Dobrovics Ferenc (1825–1883), királyi főmérnök volt.
A tullni utásziskolán végzett (1839-1842.), majd hadnagy a 2. huszárezredben, 1844-én nemesi testőr Bécsben. 1848. szeptember 20-án honvéd táborkari százados, részt vett a Jellačić elleni harcokban. A fel-dunai, december közepétől a drávai hadtest (Perczel Mór tábornok) vezérkarában szolgált. 1849. januárjától a Központi Mozgó Sereg, illetve márciustól az ebből lett II. hadtest Hertelendy Miklós, illetve Sekulits István parancsnokolta hadosztályának a vezérkari tisztje. 1849. június 16-án (16.)- vezérkari őrnagy a hadügyminisztériumban. Aradon halálra (1849. december 14.), illetve 12 év várfogságra (1850. január 18.) ítélték. 1857. január 6-án kegyelmet kapott. Ezután szabadságharcos hősként Zala megyében telepedett le, gazdálkodó Alsópusztákovecen a felesége földbirtokán. A kiegyezés után több évtizeden át Csáktornya országgyűlési képviselője; az országgyűlési képviselővé választották meg 1869-ben, 1872-ben és 1878-ban is. 1890-ben a Zala megyei Honvédegylet tagja.

## Házassága és leszármazottjai
Tüskeszentgyörgyön, 1857. november 16-án feleségül vette a Zala vármegyei római katolikus nemesi származású séllyei Séllyey Emília Klára Rozália (*Nemesszer, 1821. február 4.–†Alsópusztakovec, 1896. február 24.) kisasszonyt, akinek a szülei Séllyey Elek (1788–1850), Zala vármegye másodalispánja, Zala-, Somogy-, Varasd- és Körös vármegyék táblabírája, földbirtokos, és nemes Csertán Rozália (1794–1855) voltak. Az apai nagyszülei séllyei Séllyey János, táblabíró, alszolgabíró, földbirtokos, és komori Bedekovich Magdolna voltak. Az anyai nagyszülei nemes Csertán Károly (1768-1832), táblabíró, a kapornaki járás főszolgabírája, földbirtokos és nemes Vargha Rozália (1775-1848) voltak. Szabó Imréné Séllyey Emilia fivére Séllyey László (1817–1886), földbirtokos, a muraközi járás főszolgabírája, leánytestvére Séllyey Magdolna (1822–1901), férje lovászi és szentmargitai Sümeghy Ferenc (1819–1869) főszolgabíró, a Deák-párt országgyűlési képviselője, földbirtokos. Nárai Szabó Imre és Séllye Emília frigyéből született:
- dr. nárai Szabó Elek (*Alsópusztakovec, 1859. július 8.–†Tapolca, 1926. január 20.), királyi törvényszéki elnök, a II. Vaskorona rend tulajdonosa, Zala vármegye Nemesi Választmányának és Zala vármegye törvényhatósági tagja.[16]
- dr. nárai Szabó Imre (*Alsópusztakovec, 1860. augusztus 25.–†Győr, 1917. február 2.), királyi ítélőtáblai bíró.[17]
- nárai Szabó Emília (*Alsópusztakovec, 1861. január 4.–†Tapolca, 1932. augusztus 28.).[18] Férje: Hodászy Miklós (*1855.–†Szombathely, 1907. április 15.), cs. és kir. huszárkapitány a 12. huszárezredben, a katonai érdem érem, a katonai jubileumi érem és a 25 éves szolgálati kereszt tulajdonosa, az ihászi-marcaltói cs. és kir. csikótelep helyettes parancsnoka.[19]